# Jean Georges Caradja

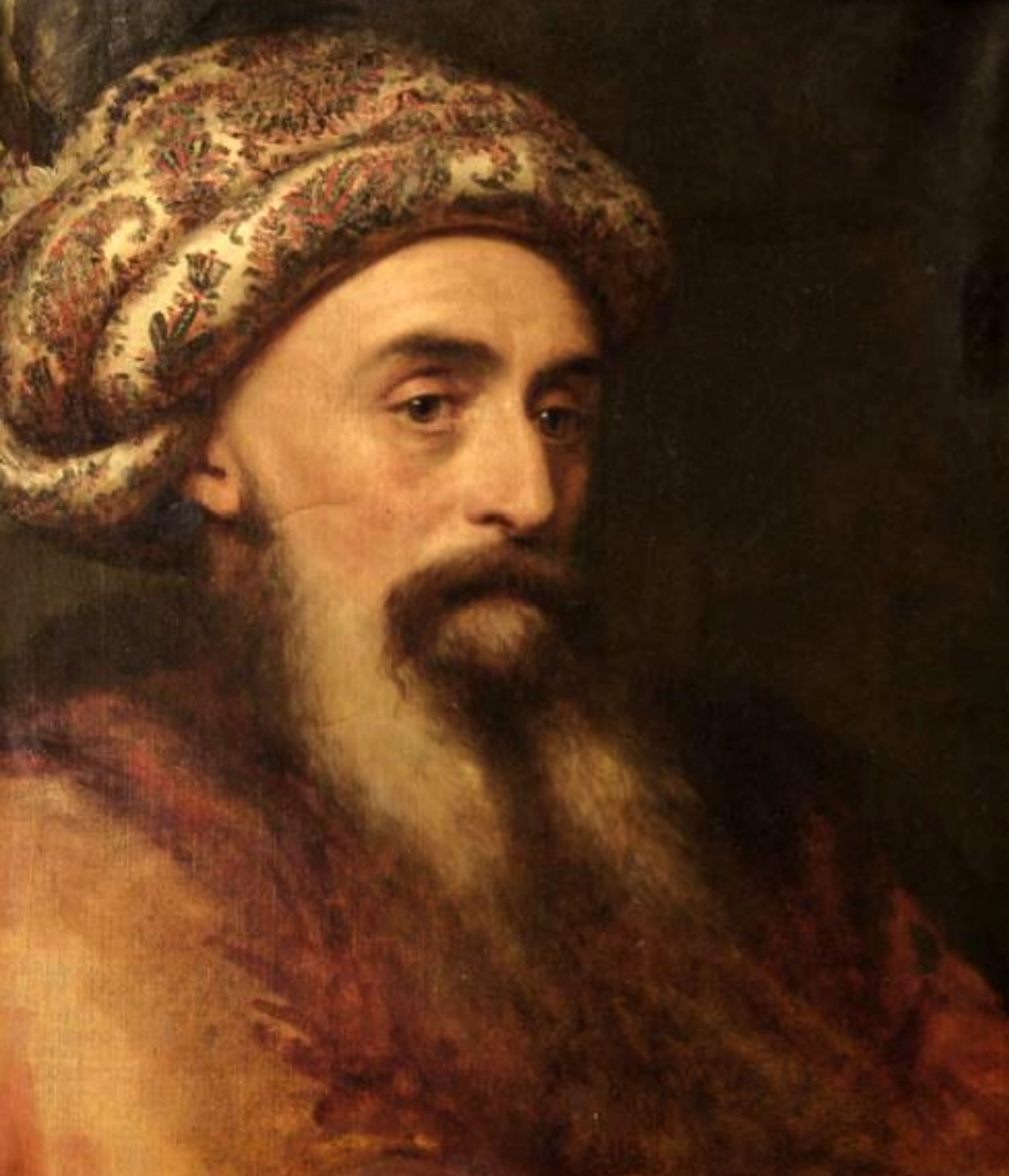
Porträt von Jean Caradja, circa 1819

Ioannis Georgios Karatzas (griechisch Ἰωάννης Γεώργιος Καρατζάς; rumänisch: Ioan Gheorghe Caragea; französisch: Jean Georges Caradja; * 1754; † 1844) war in der Zeit von 1812 bis 1818 Fürst (Hospodar bzw. Voievod) der Walachei.
Der Fürst entstammte der phanariotischen Adelsfamilie Caradja. Als Mitglied der Filiki Eteria unterstützte er den griechischen Unabhängigkeitskampf gegen das Osmanische Reich. Er erließ nach dem Vorbild der napoleonischen Cinq codes das erste moderne Gesetzesbuch im Fürstentum Walachei, das „Legiuirea lui Caragea“. Jean Georges Caradja ging nach seiner Absetzung im Jahre 1818 mit seinem Neffen, Prinz Alexandros Mavrokordatos, ins Exil nach Italien.

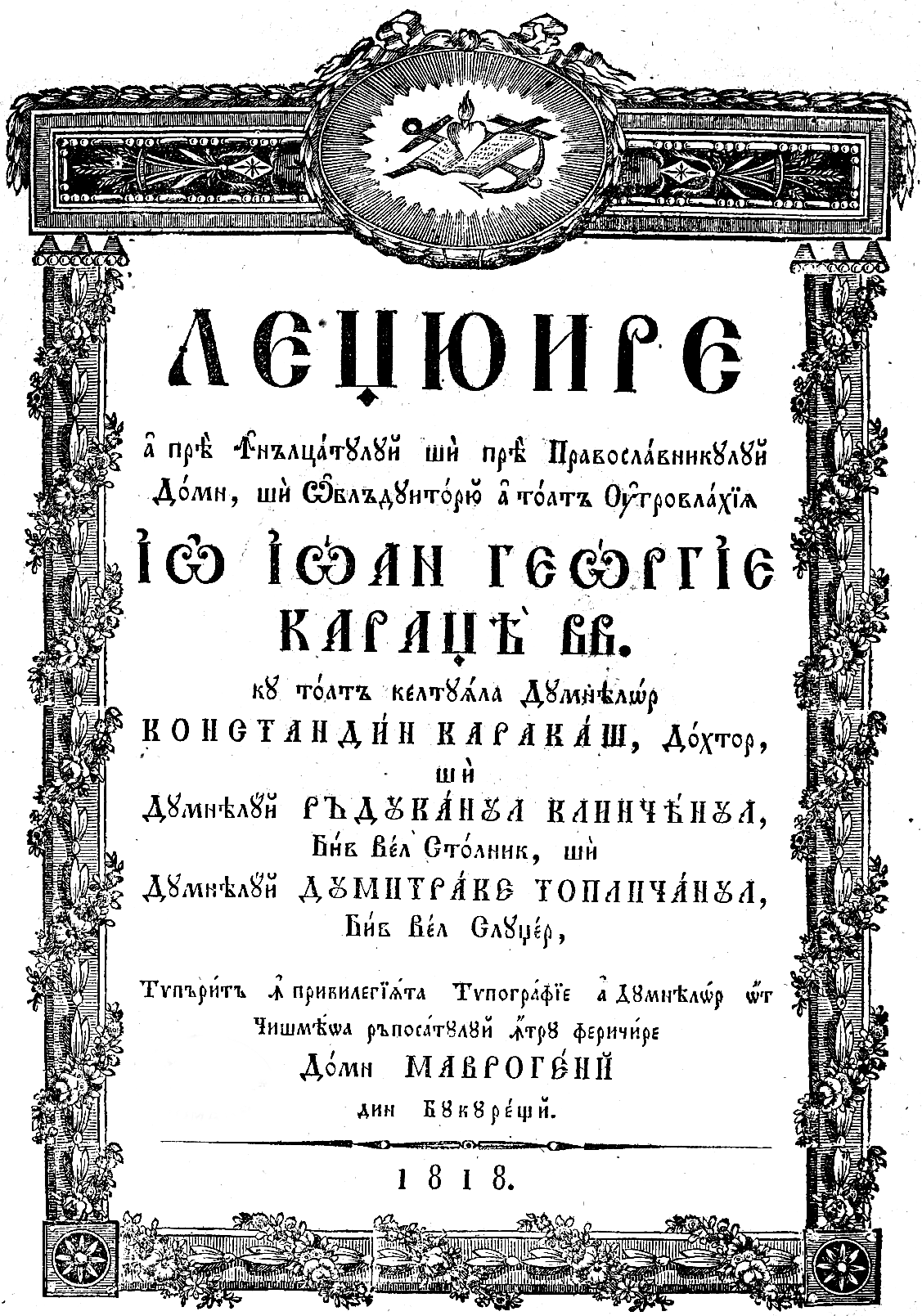
Legiuirea lui Caragea, Titelseite, 1818